# George Petean
George Petean (n. 1976, Cluj-Napoca) este un bariton român. 

## Biografie
Petean a urmat Liceul de Muzică „Sigismund Toduță” și Academia de Muzică „Gheorghe Dima” din Cluj. A debutat în 1997 cu rolul principal din Don Giovanni la Opera din Cluj-Napoca. Ca solist a fost Silvio în opera Paiațe, Ford în Falstaff și Figaro în Bărbierul din Sevilla.
Consacrarea internațională a venit la Roma, cu Boema. În aceeași perioadă, Petean a interpretat la diferite case de operă din Europa; a cântat sub îndrumarea lui Plácido Domingo la Royal Opera House din Covent Garden (Londra). În 1999 George Petean a obținut marele premiu la concursul internațional de canto Hariclea Darclée din Brăila. Începând cu sezonul 2002/2003 până în 2010 Petean a făcut parte din ansamblul Operei de Stat din Hamburg.

## Legături externe
Materiale media legate de George Petean la Wikimedia Commons
- George Petean Arhivat în 12 februarie 2019, la Wayback Machine. la Streamoperă (repertoriu)